# Faustí Gutiérrez Díez
Faustí Gutiérrez (Tortosa, Baix Ebre, 2 d'octubre de 1946 - Sant Boi de Llobregat, Baix Llobregat, 18 de gener de 2021) fou un religiós salesià català.
Fill de Moisès i Antonia, va fer el noviciat a l'Arboç, on va professar el 16 d'agost de 1967. Entre 1967 i 1970 cursà estudis de filosofia a Sentmenat. A continuació, estudià a Girona entre 1970 i 1973. I posteriorment, entre 1973 i 1977, estudià Teologia al seminari dels salesians Martí-Codolar. Després del primer any, va seguir amb els estudis teològics, però residint i treballant pastoralment a Sant Vicenç dels Horts, on va rebre l'ordenació sacerdotal el 12 de juny de 1977 de mans del Cardenal-Arquebisbe de Barcelona Mn. Narcís Jubany. Fins al 1984 va romandre a Sant Vicenç dels Horts desenvolupant la seva tasca pastoral que va continuar després a Montsó (1984-1990), novament a Sant Vicenç dels Horts (1990-1996), i a Sarrià, a Barcelona (1996-2001). Fou Ecònom Inspectorial de 2001 a 2014, i després, fou destinat a Sant Boi de Llobregat, on fou director de l'Obra Salesiana del 2014 al 2017, i va rebre la Medalla d'Or de la Ciutat atorgada a l'Obra Salesiana pels seus 50 anys de dedicació a la ciutat de la ma de l'alcaldessa de Sant Boi, Lluïsa Moret i Sabidó. Des del 2015, i fins al final dels seus dies, fou el rector de la Parròquia Sant Antoni Pàdua de Sant Vicenç dels Horts.
El 18 de gener del 2021 va morir a causa de la Covid-19, al Parc Sanitari Sant Joan de Déu de Sant Boi de Llobregat.